# Francesco Zaza
Francesco Zaza, né dans le canton des Grisons en 1929 et mort le 10 novembre 2012, est un organiste, pianiste et enseignant vaudois.

## Biographie
Francesco Zaza rejoint très tôt la Suisse romande pour apprendre la musique. À sept ans, il est pris en charge par son oncle Louis Sauteur, professeur de piano au Conservatoire de Fribourg. Il intègre ensuite la classe de Charles Lassueur au Conservatoire de Lausanne, où il obtient un premier prix de virtuosité en 1951. Puis, sur le conseil de Hans Haug, lors d'un concert donné avec l'Orchestre de chambre de Lausanne, Francesco Zaza décide de poursuivre sa formation à Rome et à Sienne, auprès de Guido Agosti. Il rencontre alors des musiciens de renom tels que Segovia, Casado ou Enesco. Il travaille encore avec Louis Hiltbrand et André Perret au Conservatoire de musique de Genève, avant de se consacrer à une double carrière de concertiste et d'enseignant.
Sa carrière de concertiste ne commence pourtant pas au piano, mais à l'orgue, puisque Francesco Zaza devient, dans les années 1950, organiste titulaire de l'église du Sacré-Cœur à Lausanne où il donne de nombreux récitals. Sa première prestation scénique au piano a lieu en 1962, au Conservatoire de Lausanne, où il interprète deux sonates de Schumann, une sonate de Beethoven, mais aussi Liszt, Turina, Bloch et Chopin. Francesco Zaza joue également à l'étranger, notamment en Espagne où il se produit entre 1965 et 1971, et en Finlande où il est reçu à Kajaani en 1971, 1972 et 1973. C'est en 1967 qu'il quitte son emploi d'organiste titulaire pour entrer comme professeur au Conservatoire de Lausanne, où il enseigne le piano dans les classes secondaires et supérieures, puis de virtuosité. Certains de ses élèves sont devenus des pianistes renommés. C'est le cas de Lorris Sevhonkian, Jean-François Antonioli, Carola Engel ou Christian Favre.

## Sources
- « Francesco Zaza », sur la base de données des personnalités vaudoises sur la plateforme « Patrinum » de la Bibliothèque cantonale et universitaire de Lausanne.
- "Récital au Sacré-Cœur", Feuille d'avis de Lausanne, 1962/04/10, p. 15
- "Récital de piano: Francesco Zaza", Feuille d'avis de Lausanne, 1962/12/07, p. 19
- "Récital de piano: Francesco Zaza", Feuille d'avis de Lausanne, 1965/11/11, p. 13
- "Assemblée générale du Conservatoire", Feuille d'avis de Lausanne, 1967/05/24, p. 13
- "Des Lieder finlandais", Tribune - Le Matin, 1973/04/04
- Huber, Jean-Jacques, "Entretien avec le pianiste Francesco Zaza", 24 Heures, 1973/02/28, p. 45.